# Víctor Hugo Morales Zapata
Víctor Hugo Morales Zapata (San José, 25 de noviembre de 1958) es un dirigente histórico del cooperativismo costarricense y exdiputado de la Asamblea Legislativa de Costa Rica.

## Biografía
Nació en el Barrios Sagrada Familia, en la capital San José. Es hijo de Luis Enrique Morales Espinoza y de Carmen Zapata Romero, inmigrantes nicaragüenses que huyeron de su país por motivos políticos y se establecieron en Costa Rica a partir de la década de 1940. Su padre fue asesinado por la Guardia Nacional de Nicaragua, cuando él apenas tenía 2 años de edad, al combatir el régimen somocista.
A partir del año 1969 su madre laboró en el Hospital México en los talleres de costura, lo que le permitió a la familia mantener un domicilio fijo en la Ciudadela Cucubres de Desamparados a través de una vivienda adquirida con el INVU. Sus estudios primarios los realizó en la Escuela Claudio González Rucavado y sus estudios secundarios en el Colegio Monseñor Odio y en el Colegio Monseñor Sanabria, entre 1971 y 1977.
Desde su adolescencia tuvo dos intereses, el fútbol y el activismo social y político. Como futbolista fue parte de las divisiones inferiores de la Universidad de Costa Rica hasta el equipo de reservas. Por su parte, desde los 14 años participó en grupos de estudio y lectura de filosofía e historia, lo cual despertó su interés por los movimientos sociales y la realidad política del país. Desde ese entonces desarrolló una visión pragmática de los partidos políticos, los cuales entiende como instrumentos o medios para alcanzar objetivos sociales, pero que paulatinamente se han convertido en maquinarias electorales.
También se interesó por la política estudiantil. A los 15 años formó parte de la junta directiva del gobierno estudiantil del Colegio Monseñor Sanabria. Participó en el II Congreso Nacional de Estudiantes de Segunda Enseñanza. Llegó a ser el segundo presidente del Frente Estudiantil de Secundaria (FESE), cuyo objetivo era la democratización de la enseñanza, fortalecimiento de la educación técnica, la elaboración del Reglamento de Comunidades Estudiantiles y la adquisición de tierras para los Colegios Técnicos Agropecuarios.
Dentro de los logros del FESE de aquellos años se encuentra la lucha estudiantil por la creación del Colegio de Santa Clara en San Carlos, que logró la expropiación de los terrenos donde posteriormente se construyeron sus instalaciones. También participaron en la lucha contra ALCOA junto con los movimientos estudiantiles universitarios. Esa experiencia en el FESE le permitió tener un primer acercamiento a los problemas de las zonas rurales del país.

## Estudios universitarios y activismo juvenil
Entró a la Universidad de Costa Rica en 1978 y realizó estudios en derecho, sociología y economía, pero se interesó más en el trabajo con comunidades rurales y movimientos de trabajadores. En el contexto de la revolución sandinista contra el régimen somocista, intentó apoyar la lucha contra la dictadura:
Se da el asalto al Palacio Nacional por parte de Edén Pastora. Me revive toda mi infancia, mis raíces, mi sangre; entonces, yo dije que iba a ayudar. Me vinculé al Frente Sandinista de Liberación Nacional (FSLN) y me fui a la frontera con Nicaragua, exactamente donde papá murió. Coordiné con el FSLN, sin ser yo del Frente porque nunca lo integré; era un momento en el que muchos hacíamos eso; era normal que la gente de acá se solidarizara con la lucha contra la dictadura. En 1978, me sumé a organizar grupos de alfabetización política: explicarles a los campesinos qué estaba aconteciendo, lo que probablemente iba a venir, la caída de la dictadura; prepararlos para lo que iba a suceder… Era hacer lo mismo que hizo papá; la vida me llevó adonde papá terminó.
Luego de esta breve colaboración de un año, volvió a la universidad. Pero rápidamente se involucró en la huelga de la Central Azucarera Tempisque S.A. (CATSA), iniciada por los trabajadores y peones agrícolas de la empresa estatal, entre febrero y marzo de 1979. A partir de esta experiencia entró en contacto con el Movimiento Revolucionario del Pueblo (MRP), que dirigió la huelga de los trabajadores de la azucarera estatal. Aunque ha manifestado que su vínculo estuvo más cercano a los movimientos sociales que al MRP. Eso le permitió conocer Guanacaste a profundidad, en particular los pueblos cercanos a la bajura guanacasteca. Morales Zapata era el encargado de aspectos logísticos y apoyo alimentario a las familias de trabajadores en huelga durante la lucha.
Al entrar en contacto con la realidad rural del país gracias a la huelga de CATSA, se estableció por varios años en Guanacaste, hasta 1985. Esto le permitió conocer a profundidad los problemas de la población campesina y apoyó en procesos de articulación de dirigencias sociales de este sector. Participó en luchas por la tierra, como la de Paso Bolaños en La Cruz, dónde lamentablemente falleció Pedro Lara, por un disparo de la Guardia Rural en 1981.
El interés por la justicia social lo llevó a participar, junto con otros costarricenses, durante un año como voluntario para la formación en conducción de oficiales en Cuba, donde se graduó como oficial de batallón. En ese contexto e interesado por el país de sus padres, apoyó la lucha sandinista contra la contrarrevolución previo a su regreso a Costa Rica. En Nicaragua ayudó en la organización de cooperativas y producción en la Zona Norte.
Tras varios años en Guanacaste y luego de la lucha sandinista, se interesó por adquirir experiencia laboral y matriculó nuevamente cursos universitarios. Se vinculó a movimientos cristianos progresistas, lo que le permitió conocer al sacerdote luterano Melvin Jiménez, exministro de la Presidencia y entonces encargado del proyecto litográfico. Tras varios trabajos, dirigió una litografía financiada por cooperación internacional, que publicaba revistas y periódicos de barrios populares. Dicha litografía estaba en manos de la Corporación Educativa para el Desarrollo Costarricense (CEDECO) y del Centro Nacional de Acción Pastoral (CENAP).

## Cooperativismo
Después de su trabajo en la litografía, se involucró en el ámbito cooperativo del país a partir de 1989. Sus inicios en el cooperativismo se debieron a su trabajo litográfico Tras terminar su labor en CEDECO y CENAP, el colectivo litográfico decidió organizarse como cooperativa denominada COOPEGRÁFICA. Luego de COOPEGRÁFICA, se sumó a COOPECOSTURA, una cooperativa de maquila textil de mujeres en San Ramón de Alajuela. De ahí pasó a ser gerente de la Federación Nacional de Cooperativas Agropecuarias de Autogestión (FECOOPA R.L.), lo que le facilitó conocer las realidades cooperativas y productivas de la zona sur de Costa Rica, por lo que también fue nombrado miembro del Consejo Administrativo de COOPEAGROPAL R.L., dónde buscó cohesionar a las comunidades cercanas en torno a la empresa, así como promover una visión de rentabilidad dentro de las actividades productivas y competitivas.
Su trabajo en distintas cooperativas lo llevó a participar activamente dentro de la política cooperativa institucional. Entre los años 1995 y el 2007 formó parte de las Juntas Directivas del Instituto Nacional de Fomento Cooperativo (INFOCOOP), de los cuales ocho años fue el presidente, y fungió como Secretario Ejecutivo del Consejo Nacional de Cooperativas (CONACOOP) desde 1998 hasta el 2007. También llegó a formar parte de la Junta Directiva de la Asamblea de Trabajadores del Banco Popular de Costa Rica hasta el año 2002, periodo en el que se impulsó políticas en conjunto con el cooperativismo como la Banca para el Desarrollo.
Durante esos años, el cooperativismo costarricense se enfrentaba a los cambios introducidos por las reformas neoliberales a través de los Programas de Ajuste Estructural (PAE). Ello desembocó en al menos dos tendencias nacionales dentro del cooperativismo; una tendencia liberal que pretendía disminuir el papel del Estado en el fomento del cooperativismo, mientras que otra proponía fortalecer el INFOCOOP como expresión de un Estado con vocación social. Víctor Morales Zapata defendió esta última posición y logró, como representante del gobierno del PUSC, junto con sus compañeros, fortalecer el INFOCOOP. Sin embargo, esto implicó roces con el sector del cooperativismo adherido política e ideológicamente a las posiciones liberales y al Partido Liberación Nacional.

Por otro lado, Morales Zapata introdujo al país la discusión de la Economía Social, cuyo objetivo central es la justa repartición de la riqueza a través de la economía asociativa, en particular el cooperativismo. En su trayectoria dentro del movimiento cooperativista, ha defendido el cooperativismo como una alternativa para una mejor distribución de la riqueza, en función de una sociedad más equitativa. Según Morales Zapata:
Pese a los múltiples problemas que se ciernen sobre el movimiento, el cooperativismo representa, en medio de una economía social de mercado, una alternativa de desarrollo humano que enfatiza los valores de libertad, trabajo conjunto, solidaridad y bienestar común, frente a otras tendencias que proclaman exclusivamente los valores del disfrute personal.
Para Morales Zapata, esto no significa que las cooperativas no deban buscar nuevas formas de insertarse en el mercado para competir en un contexto globalizado. Por el contrario, siempre ha buscado transformaciones innovadoras, así como la unidad del movimiento cooperativo.

En junio del 2001 participó de las Asambleas Generales de la OIT, en las que se discutió la R127-Recomendación sobre las Cooperativas de la Organización Internacional del Trabajo, que instaba a los gobiernos fomentar las empresas cooperativas. Por presión de Estados Unidos, se buscaba sustituir dicha recomendación por una de corte neoliberal, en la que se limitara el papel de los Estados miembros en la promoción activa del sector asociativo en general y cooperativo en particular. En efecto, en la Octogésima Novena Reunión de la OIT en el 2001 se destaca que:
Los miembros empleadores estimaban que estas últimas las cooperativas no deberían ser objeto de un trato más favorable que otras formas de actividad empresarial. Las reglas del juego habían de ser equitativas y ello debería reflejarse en el nuevo instrumento. Aunque resultara claro que correspondía todavía a los gobiernos desempeñar un papel en esta esfera, el grado de su intervención previsto en la Recomendación N.º 127 había dejado de ser apropiado.
Desde Costa Rica, con la mediación de Víctor H. Morales Zapata, se realizó un encuentro previo con representantes europeos y latinoamericanos, coordinado por Bruno Roelants, con la participación de figuras mundiales del cooperativismo como el español Marcos de Castro. Este encuentro buscó articular una defensa del cooperativismo frente a las tesis neoliberales y se elaboró un texto base alternativo al presentado por Estados Unidos. Víctor H. Morales Zapata fue designado como el exponente y defensor de las tesis articuladas en defensa del cooperativismo. Finalmente, se logró que la recomendación final R193 - Recomendación sobre la promoción de las cooperativas, 2002 (N.º 193) mantuviera el apoyo de los Estados miembros al cooperativismo y reconociera los retos de la mundialización en este sector.
Por otro lado, en el contexto del Tratado de Libre Comercio con Estados Unidos, Morales Zapata participó en movimientos en contra del tratado, y buscó que el sector cooperativo no se viera afectado negativamente por las negociaciones comerciales. Señaló que las cooperativas estaban preparadas para oponerse a un tratado comercial que les afecte. Morales participó de grupos organizados en contra del tratado y en su audiencia ante la Asamblea Legislativa manifestó su rechazo y los peligros de aprobar ese texto del TLC en específico. Tras la aprobación del TLC en el año 2007, Morales calificó como un duro golpe las consecuencias que vendrían para el sector cooperativista.

Durante su participación en INFOCOOP y en CONACOOP se involucró activamente en la organización de los congresos cooperativos nacionales Décimo y Undécimo, en el 2000 y el 2006 respectivamente. En este último participó como conferenciante en la clausura del Congreso, en calidad de secretario ejecutivo del CONACOOP. Ahí, reflexionó sobre las posibilidades y retos del movimiento cooperativo y señaló que:
Podemos reafirmar el hecho que el modelo de gestión cooperativo y de la Economía Social, pasa por hacer un excelente uso de las herramientas del saber en las complejas materias que el empresariado demanda: las finanzas, el mercadeo, la producción, la organización, etc. Estas herramientas tenemos que usarlas como los mejores, no obstante, tienen que estar estrechamente vinculadas con un elemento que marca diferencia cuando hay personas impulsando esas herramientas: tiene que ver con los valores, los principios, la identidad y las ganas de derrotar la pobreza, de impulsar el desarrollo a través del trabajo digno.
Además, destacó la manera diferenciada en que el cooperativismo se inserta en el mercado y la sociedad, con responsabilidad social para mejorar la distribución de riqueza y con responsabilidad ambiental. Morales Zapata dejó su participación en INFOCOOP y en CONACOOP tras la asamblea de mayo del 2007, cuando fue sustituido por la asamblea y la nueva junta directiva designada. Sin embargo, siempre ha permanecido vinculado al movimiento cooperativista.

## Diputado de la Asamblea Legislativa
Víctor H. Morales Zapata fue uno de los principales responsables de la candidatura de Luis Guillermo Solís por el Partido Acción Ciudadana, ya que ayudó a movilizar votantes a favor de éste. Tras la elección interna del PAC y el triunfo de Solís Rivera, éste le permitió formar parte de los candidatos a diputado del PAC, como cuarto lugar de la provincia de San José. En las elecciones nacionales del 2014 fue elegido diputado del parlamento costarricense para el periodo 2014-2018. Se caracterizó por estar cercano al presidente Solís Rivera y ser un enlace entre este y la Asamblea Legislativa, así como sus diferencias con el diputado Ottón Solís Fallas. Dentro del parlamento, trabajó por la aprobación de diversos proyectos legislativos, así como posicionar la importancia de la Economía Social Solidaria. Ello demuestra, según el criterio de diputados cercanos, su capacidad de negociación y articulación con otras fracciones legislativas.

### Periodo legislativo 2014-2015
En su primer periodo como diputado de la Asamblea Legislativa de la República de Costa Rica fue presidente de la Comisión con Potestad Legislativa Plena Tercera y de la Comisión Especial de Economía Social Solidaria. En la primera, se destaca que “al recibir la Presidencia de esta Comisión, el orden del día contaba con 13 proyectos pendientes de analizar y al 30 de abril de 2015, quedan únicamente 3 expedientes pendientes de conocer”.
Por su parte, el interés de Víctor Morales Zapata en el tema de la ESS se manifestó en la creación de la Comisión Especial de Economía Social Solidaria, para ello requirió negociar la firma de 50 diputados/as. Uno de los principales proyectos dictaminados afirmativamente es el EXPEDIENTE N.º 19227. REFORMA DEL ARTÍCULO 14, 14 BIS, ARTÍCULO 15, 22 Y 24 DE LA LEY ORGÁNICA DEL BANCO POPULAR Y DE DESARROLLO COMUNAL N.º 4351 Y SUS REFORMAS, que democratiza las decisiones y conformación de la Junta Directiva Nacional del Banco Popular y fortalece el rol desempeñado por la Asamblea de Trabajadores del Banco Popular.
Además, el entonces diputado Morales Zapata participó de la Comisión Especial Investigadora de la Provincia de Guanacaste, por el interés en el desarrollo de la zona y el conocimiento de sus problemáticas. También se trabajó en la Comisión Permanente Especial de Seguridad y Narcotráfico, la Comisión Permanente Ordinaria de Asuntos Económicos y de la Comisión Especial Investigadora para investigar el uso de la información obtenida por los cuerpos de inteligencia, creada a raíz del caso de espionaje sufrido por Keylor Navas.

### Periodo legislativo 2015-2016
Durante el periodo que comprende desde el 1 de mayo del 2016 hasta el 30 de abril del 2017, Víctor H. Morales Zapata formó parte de la Comisión Permanente con Potestad Plena Tercera, la Comisión de Asuntos Hacendarios, la Comisión Investigadora de Guanacaste y la Comisión Especial de Economía Social Solidaria. Tuvo un papel destacado en la Comisión de Hacendarios para la aprobación del Presupuesto de la República del año 2017, así como en la Comisión Especial de Economía Social Solidaria en la que apoyó el proyecto de Ley Marco de Economía Social Solidaria, que fue dictaminado afirmativo. Sin embargo, el proyecto de ley para la ESS fue rechazado por sectores del cooperativismo, así como de la UCCAEP, debido a sospechas ideológicas.

### Periodo legislativo 2016-2017
En este periodo, Morales Zapata participó en las comisiones Permanente Ordinaria de Asuntos Hacendarios, Especial de Economía Social Solidaria y Especial para la Provincia de Guanacaste. En la comisión de Economía Social Solidaria se avanzó en el conocimiento de mociones al expediente N.º 19.227 para la reforma de la Ley del Banco Popular y el expediente N.º 19.654 sobre la Ley Marco de la Economía Social Solidaria. Su interés en el avance de la Comisión Especial de ESS es expresado en las palabras de la exdiputada Mauren Fallas:
El rol que ha jugado Víctor Morales a través de la presidencia de la Comisión de ESS ha sido un rol fundamental, primero porque nace a través de él y de otros compañeros, la idea de posicionar el concepto de ESS y en ir articulando a través de la Asamblea Legislativa un espacio que permita integrar otros actores fundamentales en este ámbito, me parece que Víctor no solo conoce conceptos y doctrina en función de la economía sino que también conoce las bases y los sectores, lo cual le da un valor muy importante para que se logre ir articulando e ir construyendo un objetivo en sociedad y es tener alternativas diferentes de asociación donde la sumatoria del esfuerzo de la gente pueda tener un mayor peso y una mayor representación, así que creo que él lo ha hecho de una forma muy positiva y que le ha generado un beneficio muy importante al sector.
Por su parte, en la Comisión Especial para Guanacaste recibió en audiencia a representantes la Cámara de Productores de Caña para discutir temas relativos a la problemática del agua, así como temas ambientales.
Además, el despacho legislativo presentó una serie de iniciativas de ley de gran importancia y necesidad en cuestiones económicas y sociales, algunas de ellas firmadas en conjunto con otros/as diputados/as. Dentro de esas iniciativas figuran el expediente 20.172 Ley contra la usura, el expediente 20.144 Ley para la adquisición solidaria de medicamentos de alto impacto financiero para la Caja Costarricense de Seguro Social (CCSS), el expediente 20.196 Ley para la ampliación del derecho a la cultura y recreación de las niñas y los niños, el expediente 20.214 Ley de cooperativas de vivienda de usuarios por ayuda mutua y el expediente N.º 20299 Ley contra el acoso sexual callejero.

### Periodo legislativo 2017-2018
En el último periodo legislativo como diputado, Morales Zapata formó parte de la Comisión con potestad legislativa primera, la Comisión especial de Economía Social Solidaria, la Comisión Permanente Especial de Control de Ingreso y Gasto Público, la Comisión Permanente Ordinaria de Asuntos Económicos y la Comisión Especial Investigadora de la Provincia de Guanacaste. Su trabajo se enfocó en la Comisión de ESS, donde se logró constituir el Primer Parlamento Intersectorial de Economía Social Solidaria – ParlaEss, con la participación de actores claves de la ESS del país.
En el ParlaEss participaron más de 40 organizaciones de ESS de todo el país y, tras seis meses de discusión, se definieron 6 proyectos de ley prioritarios para el sector asociativo. Entre ellos se encontraban una moratoria a la expansión piñera, la actualización de la Ley de Ferias del Agricultor y el proyecto de cooperativas de vivienda de usuarios por ayuda mutua. Tras finalizar su diputación, Víctor H. Morales Zapata se reincorporó al movimiento cooperativo.

## Controversias
Durante su gestión legislativa, Morales Zapata tuvo fuertes diferencias el diputado Ottón Solís Fallas, del Partido Acción Ciudadana. Algunos de esos conflictos fueron ocasionadas por las fuertes críticas de este último a la gestión del presidente Luis Guillermo Solís, al cual Morales Zapata defendía, así como por la movilización de influencias del Solís para realizar destituciones o recomendar candidatos a puestos políticos. También el diputado Morales Zapata señaló que el diputado Ottón Solís era intolerante y destructor por tener posturas de recortes fiscales sin fundamento, en el contexto de la discusión del Presupuesto de la República para el año 2015.
Por otro lado, Morales Zapata fue cuestionado por la prensa como parte del Cementazo, por supuestas influencias para favorecer al empresario Juan Carlos Bolaños para abrir el mercado de la importación de cemento en Costa Rica. Morales fue vinculado con los préstamos presuntamente irregulares realizados por el Banco de Costa Rica a una empresa importadora de cemento chino como intermediario a favor del beneficiado, por lo que le fue solicitada la renuncia a su cargo por el presidente Luis Guillermo Solís, el candidato de su partido Carlos Alvarado y la Asamblea Nacional del partido. Morales se declaró independiente sin renunciar al puesto.
Al inicio, uno de los principales críticos de Morales Zapata fue el diputado oficialista Ottón Solís Fallas, cuya esposa es accionista minoritaria de Holcim, una de las empresas que mantiene el monopolio de la importación de cemento en Costa Rica. En septiembre del 2017 renunció a su inmunidad como diputado para agilizar las investigaciones de la Fiscalía General. Actualmente solo es investigado por el supuesto pago de unas vacaciones por parte de Juan Carlos Bolaños
El 4 de octubre de 2017 la Sala III (de casación penal) reabrió la investigación contra Morales por supuesto tráfico de influencias a favor del empresario Bolaños, ya que se analizará una prueba del Organismo de Investigación Judicial. Esta consiste en un informe que evidencia más de mil llamadas entre Morales, el diputado Otto Guevara Guth (Movimiento Libertario) y el exdiputado Walter Céspedes (Partido Unidad Social Cristiana) y el empresario Bolaños entre mayo de 2014 y agosto de 2015. La causa, que también es contra Guevara y Céspedes, había sido desestimada en febrero de 2017.
El 29 de noviembre de 2017 su casa y su oficina en la Asamblea Legislativa fueron allanadas por el Ministerio Público en el marco de las investigaciones por los préstamos relacionados con la importación de cemento chino del empresario Juan Carlos Bolaños. Morales Zapata siempre ha defendido su accionar y su buena fe, y asegura que detrás de estas acusaciones han existido intereses políticos y empresariales en su contra.